# TuS Schloß Neuhaus
Der TuS Schloß Neuhaus war ein Sportverein aus Paderborn. Die erste Fußballmannschaft spielte ein Jahr in der 2. Bundesliga. Heimspielstätte war das Hermann-Löns-Stadion. Der TuS ist ein Vorgängerverein des heutigen SC Paderborn 07.

## Geschichte

### Die Stammvereine
Der TuS Schloß Neuhaus wurde am 8. Juni 1973 durch die Fusion des SV 07 Neuhaus mit der Fußballabteilung des TuS Sennelager gegründet. Der SV 07 Neuhaus wurde am 14. August 1907 als Arminia Neuhaus gegründet und nannte sich zunächst Concordia Neuhaus und seit 1919 schließlich SV 07 Neuhaus. Sportlich spielten die Neuhäuser in der Saison 1944/45 in der erstklassigen Gauliga Westfalen und war in den späten 1950er und frühen 1960er Jahren in der Landesliga Westfalen am Ball. Später kam der Verein nicht mehr über Bezirksligafußball hinaus.
Der TuS Sennelager wiederum wurde am 17. September 1910 als VfB Senne gegründet und nannte sich zunächst ab 1913 TuS Senne und schließlich ab 1945 TuS Sennelager. Die Mannschaft marschierte in den späten 1960er und frühen 1970er Jahren von der 2. Kreisklasse bis in die drittklassige Verbandsliga Westfalen durch. Die Grundlage hierfür bot der Achsenfabrikant Josef Peitz, bei dem rund zwei Drittel der Mannschaft nebenbei arbeitete. Fusionsgegner auf Sennelager Seite gründeten den TuS Schwarz-Gelb Sennelager.

### Nach der Fusion (1973 bis 1978)
Sportlich standen die „Schloßherren“, wie die Mannschaft genannt wurde, im Schatten des ebenfalls in der Verbandsliga spielenden Lokalrivalen 1. FC Paderborn und kämpfte gegen den Abstieg. Die Saison 1975/76 beendete der TuS als Drittletzter und musste Entscheidungsspiele gegen den Abstieg austragen. Hier trafen die „Schloßherren“ auf den Drittletzten der Parallelstaffel TuS Eving-Lindenhorst und konnte sich nach einem 3:1 im Hinspiel und einem 4:4 im Rückspiel zunächst durchsetzen. Da mit der SpVgg Erkenschwick und der DJK Gütersloh zwei westfälische Mannschaften aus der 2. Bundesliga Nord abstiegen war der Entscheidungsspielsieg wertlos und der TuS musste zurück in die Landesliga.
Mit nur einer Niederlage und fünf Punkten Vorsprung auf den VfB 03 Bielefeld schafften die Schloßherren den sofortigen Wiederaufstieg und qualifizierten sich darüber hinaus als erster Paderborner Fußballverein für den DFB-Pokal. Nach einem 2:0-Erstrundensieg beim Hummelsbütteler SV trafen die „Schloßherren“ am 20. August 1977 in der zweiten Runde auf den Bundesligisten Eintracht Frankfurt. Vor 10.000 Zuschauern im Hermann-Löns-Stadion ging der TuS durch Tore von Wolfgang Schulte und Helmut Fiege mit 2:0 in Führung, ehe die Frankfurter noch ausgleichen konnten. Da keine weiteren Tore mehr fielen, kam es vier Tage später zum Wiederholungsspiel im Frankfurter Waldstadion. Hier setzte sich die Eintracht deutlich mit 4:0 durch. In der Verbandsligasaison 1977/78 erreichte der TuS mit zwei Punkten Rückstand auf den 1. FC Paderborn und den VfB Rheine Platz drei.

### Oberliga und Aufstieg (1978 bis 1982)
Damit waren die „Schloßherren“ für die neu geschaffene Oberliga Westfalen qualifiziert, wo die Mannschaft auf Anhieb Vizemeister hinter dem SC Herford wurde. Den entscheidenden Punkt holten die Herforder eine Woche nach dem letzten Spieltag mit einem 0:0 beim VfB Rheine. Ursprünglich hatte Herford das Spiel mit 2:3 verloren, jedoch wurde die Wertung wegen Ausschreitungen unter den Zuschauern annulliert. Wäre das ursprüngliche Ergebnis in die Wertung eingeflossen wäre Schloß Neuhaus wegen der besseren Tordifferenz Meister geworden. Die „Schloßherren“ blieben auch in den folgenden Jahren eine Spitzenmannschaft der Oberliga Westfalen und erreichten 1980 Platz fünf und ein Jahr später Platz drei. Die Rolle des „Machers“ Josef Peitz wurde dabei von der Presse kritisch beäugt. So bezeichnete das Fachmagazin Kicker den TuS im Jahre 1980 als „Spielzeug eines Mäzens“, da sich Peitz für seine finanziellen Zuwendungen die völlige Macht im Verein eingenommen habe. 
Laut dem gerade entlassenen Trainer Klaus Hilpert „könne man Geld drucken, aber keine Mannschaft“. Präsident Peitz würde sich „ein paar gute Fußballer halten wie andere Leute Rennpferde“. Die Neuhäuser wurden in der Saison 1981/82 unter Trainer Fritz Grösche mit neun Punkten Vorsprung Westfalenmeister. In der Aufstiegsrunde zur 2. Bundesliga verloren die „Schloßherren“ zunächst mit 1:3 beim BV Lüttringhausen und gewannen danach mit 3:2 gegen SV Arminia Hannover. Die Entscheidung fiel am letzten Spieltag, wo sich die Neuhäuser im neutralen Wolfsburger VfL-Stadion am Elsterweg mit 1:1 von Tennis Borussia Berlin trennten. Da Arminia Hannover gleichzeitig mit 1:5 gegen Lüttringhausen verlor, war der TuS Schloß Neuhaus in die 2. Bundesliga aufgestiegen.

### 2. Bundesliga und Abstieg (1982 bis 1985)
Erst am 6. Spieltag der Saison 1982/83 konnten die Neuhäuser durch ein 1:0 gegen den FC Augsburg den ersten Zweitligasieg für sich verbuchen. Während der gesamten Saison blieb die Mannschaft auf einem Abstiegsplatz und wurde schließlich abgeschlagener Letzter. Tiefpunkt war eine 0:7-Niederlage beim SV Darmstadt 98. Darüber hinaus sorgte der Verein durch zahlreiche Turbulenzen abseits des Platzes für Schlagzeilen. So verschliss der Verein mit Fritz Grösche, Jan Liberda und Norbert Wagner gleich drei Trainer. Das Sportmagazin Kicker schrieb, dass Schloß Neuhaus „viel Kredit verspielt habe“. „Das Jahr im Profifußball kostete dem Verein […] viel Renomee“.
Zurück in der Oberliga Westfalen erreichten die „Schloßherren“ noch zweimal in Folge den fünften Platz, jeweils mit großem Vorsprung auf den Lokalrivalen 1. FC Paderborn. In der Saison 1984/85 sorgte der Verein wegen des vierfachen Einsatzes des nicht spielberechtigten Akteurs Colin Bell für Schlagzeilen. Die vier Spiele, die der TuS allesamt gewonnen hatte, wurden mit 0:2 für den TuS als verloren gewertet. Präsident Josef Peitz gab nach dem Richterspruch aus Protest seine Verbandsehrennadel zurück. Ohne den Punktabzug wäre die Mannschaft Vizemeister geworden. Da auch der 1. FC Paderborn nach der Westfalenmeisterschaft im Jahre 1981 sportlich stagnierte, fusionierten beide Vereine am 1. Juni 1985 zum TuS Paderborn-Neuhaus. Dieser benannte sich 1997 in SC Paderborn 07 um. Das bei der Fusion gesetzte Ziel, die Rückkehr in den Profifußball, wurde jedoch erst 2005 erreicht.

## Statistik
Grün unterlegte Platzierungen kennzeichnen einen Aufstieg während rot unterlegte Platzierungen auf Abstiege hinweisen.
| Saison  | Liga                | Level | Platz | Tore  | Punkte |
| ------- | ------------------- | ----- | ----- | ----- | ------ |
| 1973/74 | Verbandsliga, Gr. 1 | III   | 9.    | 47:39 | 31:29  |
| 1974/75 | Verbandsliga, Gr. 1 | III   | 13.   | 38:58 | 31:37  |
| 1975/76 | Verbandsliga, Gr. 1 | III   | 16.   | 40:52 | 29:39  |
| 1976/77 | Landesliga, Gr. 1   | IV    | 1.    | 82:24 | 54:10  |
| 1977/78 | Verbandsliga, Gr. 1 | III   | 3.    | 76:41 | 46:22  |
| 1978/79 | Oberliga Westfalen  | III   | 2.    | 70:38 | 45:23  |

| Saison  | Liga               | Level | Platz | Tore  | Punkte |
| ------- | ------------------ | ----- | ----- | ----- | ------ |
| 1979/80 | Oberliga Westfalen | III   | 5.    | 55:43 | 38:30  |
| 1980/81 | Oberliga Westfalen | III   | 3.    | 69:45 | 43:25  |
| 1981/82 | Oberliga Westfalen | III   | 1.    | 95:47 | 59:21  |
| 1982/83 | 2. Bundesliga      | II    | 20.   | 43:92 | 22:54  |
| 1983/84 | Oberliga Westfalen | III   | 5.    | 58:51 | 38:30  |
| 1984/85 | Oberliga Westfalen | III   | 5.    | 74:49 | 42:26  |

## Persönlichkeiten

### Kader der Zweitligasaison 1982/83
Die Zahlen in Klammern beziehen sich auf die Einsätze und Tore in der Saison 1982/83.
| Ulrich Greifenberg | (27/0) |
| Paul Hesselbach    | (9/0)  |
| Karsten Lange      | (2/0)  |

| Werner Gans          | (19/0) |
| Wolfgang Grübel      | (26/0) |
| Peter Hobday         | (31/1) |
| Hermann Hummels      | (11/0) |
| Günther Rybarczyk    | (4/0)  |
| Klaus-Dieter Schmidt | (7/1)  |
| Oswald Semlits       | (37/1) |
| Jürgen Sobieray      | (18/0) |

| Pedro Aguilar        | (27/2) |
| Norbert Dölitzsch    | (36/5) |
| Werner Drews         | (3/0)  |
| Hans-Günter Etterich | (4/0)  |
| Peter Krobbach       | (14/1) |
| Bernd Krumbein       | (8/0)  |
| Siegfried Maronna    | (4/0)  |
| Reiner Polder        | (24/2) |
| Berthold Strathaus   | (14/0) |
| Albin Wira           | (15/0) |
| Jerzy Wyrobek        | (24/0) |

| Dieter Dannenberg | (35/16) |
| Helmut Hartmann   | (5/0)   |
| Johann Kriar      | (33/6)  |
| Frank Kunkel      | (15/0)  |
| Werner Schuck     | (27/7)  |

### Weitere ehemalige Spieler
| - Colin Bell - Bernd Göbel - Andreas Köhler | - Ali Askar Lali - Heribert Müller - Karl-Heinz Neukirch | - Peter Sandhofe - Christian Schreier - Ludger Winkel |

### Trainer
- Fritz Grösche
- Klaus Hilpert
- Jan Liberda

## Zweite Mannschaft
Von 1980 bis 1985 existierte auch eine zweite Mannschaft des TuS. Die Mannschaft, die in der Landesliga spielte, bestand aus ehemaligen afghanischen Nationalspielern, die 1979 nach der sowjetischen Intervention in Afghanistan nach Paderborn geflüchtet waren.